# Wyszukiwarka Google
Wyszukiwarka Google (ang. Google Search) – wyszukiwarka internetowa stworzona przez amerykańską spółkę Google LLC. Jej celem jest skatalogowanie wszystkich możliwych informacji i udostępnienie ich za pomocą Internetu. Serwis był notowany w rankingu Alexa na miejscu 1.
Wedle danych z lipca 2008 roku Google indeksuje ponad bilion stron WWW. Większość przeszukiwanych informacji gromadzona jest w uproszczonym formacie na serwerach Google (za pomocą buforowania ich zawartości), dzięki czemu są one dostępne nawet po ich usunięciu z oryginalnego źródła.
Nazwa wyszukiwarki jest grą słów i pochodzi od matematycznego terminu googol, oznaczającego {\displaystyle 10^{100}.} Nazwa miała też odzwierciedlać zamierzenia przedsiębiorstwa do objęcia indeksacją jak największej liczby stron ze światowych zasobów Internetu.

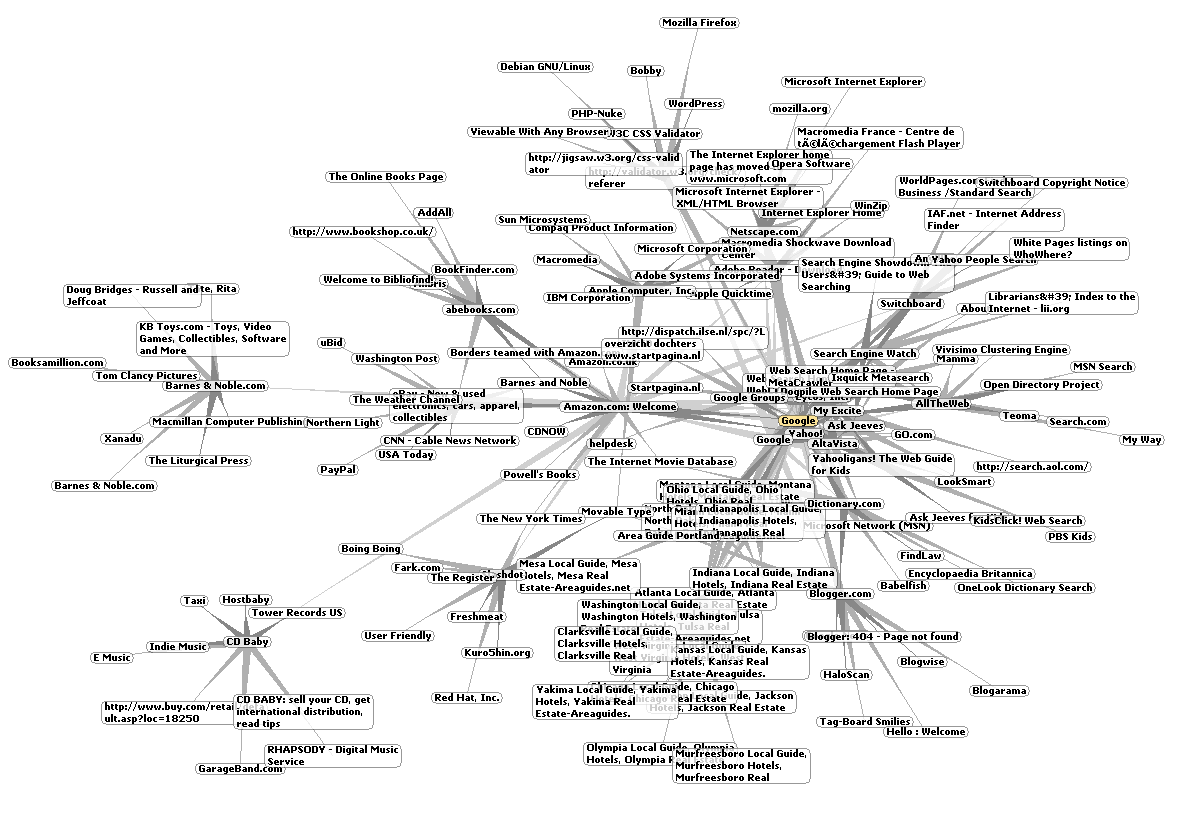
Sieć stron WWW związanych z Google

## Historia
Jako wyszukiwarka internetowa Google zostało założone przez Larry’ego Page’a oraz Sergeya Brina w 1996 roku w ramach ich projektu studenckiego na Uniwersytecie Stanforda. Wedle ich sposobu rozumowania wyszukiwarka oparta na matematycznej analizie zależności pomiędzy stronami internetowymi działałaby lepiej, niż metody zwykłego segregowania wyników na podstawie częstotliwości występowania wyszukiwanej frazy. Na początku nazwą roboczą powstałej wyszukiwarki było słowo BackRub, pochodzące od angielskiego słowa backlink, oznaczającego liczbę stron linkujących do danego wyniku.
7 września 1998 roku Page i Brin założyli spółkę działającą pod firmą Google Inc., która na początku miała swoją siedzibę w Menlo Park, w Kalifornii. Niedługo potem została uruchomiona strona google.com, a w lutym 1999 roku siedziba spółki została przeniesiona do Palo Alto w Kalifornii. Mając na uwadze coraz większe zainteresowanie swoją wyszukiwarką i rosnące zyski z tekstowych reklam znajdujących się na stronach wynikowych, dwójka założycieli serwisu postanowiła wynająć zespół budynków znajdujących się w Mountain View w Kalifornii. Nowa siedziba przedsiębiorstwa została nazwana Googleplex, co z jednej strony jest grą słów Google oraz Complex, jednak z drugiej oznacza to googolplex, czyli 10 podniesione do potęgi googola ─ {\displaystyle 10^{(10^{100})}.}
Na początku 2004 roku Google kontrolowało 80% rynku wyszukiwarek za pomocą swoich technologii wydzierżawionych Yahoo!, AOL oraz CNNowi. Gdy Yahoo! odstąpiło od umowy z Google i założyło własną wyszukiwarkę, udział Google na tym rynku nieco zmalał. 2 września 2015 roku Google zaprezentowało nowe logo wyszukiwarki.
W lutym 2016 r. Google zapowiedziało, iż pragnie polepszyć wyniki wyszukiwań, poprzez zastosowanie sztucznej inteligencji.

## Technologie Google
Najważniejszą technologią Google, która została opatentowana jest PageRank, czyli system segregowania wyników na stronach wynikowych.

### PageRank
PageRank to matematyczny algorytm stworzony przez twórców oprogramowania Google, na podstawie którego obliczana jest ważność znalezionych stron dla każdego zapytania. Poprzez prześledzenie wartości PageRank wszystkich stron, które linkują do strony wynikowej, wyliczany jest PageRank dla znalezionej strony.

### Googlebot
Googlebot jest robotem internetowym indeksującym strony internetowe. Codziennie przeszukuje on internet w poszukiwaniu nowych linków i sprawdzaniu aktualizacji obecnych stron. Wysyła on także zawartości HTML stron do głównego serwera, gdzie są one cache’owane w pamięci serwera. W zależności od częstotliwości aktualizacji danej strony, Googlebot indeksuje ją ponownie w odpowiednim przedziale czasowym.

## Korzystanie z Google
- Twórcy własnych stron mogą dodać je do wyszukiwarki Google pod adresem: http://www.google.com/addurl

### Operatory

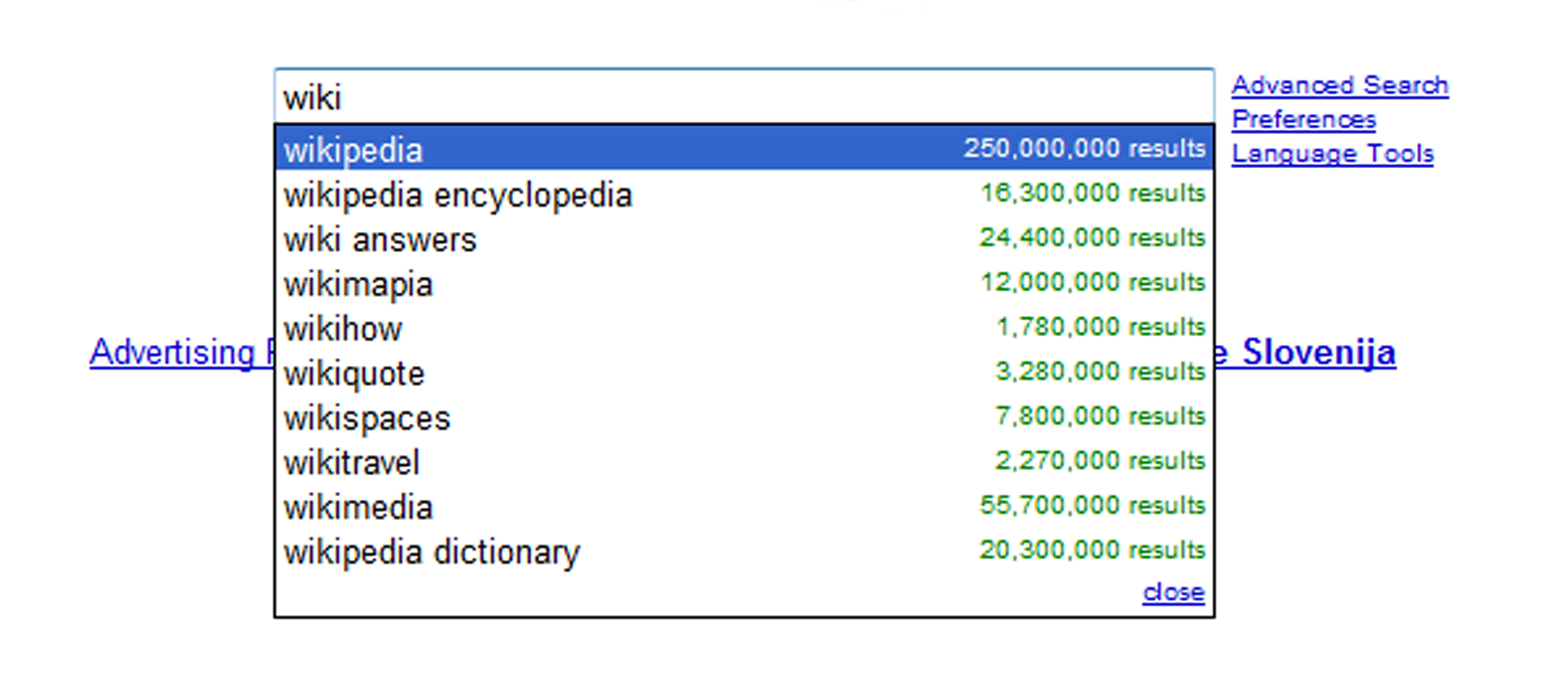
Google Suggest – podpowiada przy wpisywaniu wyszukiwanej frazy

W wyszukiwarce dostępne są operatory ułatwiające korzystanie z niej.
- cudzysłów ("jakieś długie wyrażenie")

Wyszukiwarka wyszuka strony zawierające dane wyrażenie (nie pokaże stron zawierających dane słowa w innej kolejności).
Przykład: wyniki wyszukania "sposób na nudę".
- minus (słowo -słówko)

W wynikach wyszukiwania pojawią się strony dla wyszukania słowo bez stron zawierających słówko.
Przykład: wyniki wyszukania kaczor -donald.
- OR ang. lub (słowo OR słówko)

Wyszukuje strony dla zapytania słowo lub słówko
Przykład: wyniki dla wyszukania pepsi OR coca-cola.
- site ang. strona (dana fraza site:domena)

Wyszukuje strony z daną domeną.
Przykład: wyniki wyszukiwań dla GMO site:edu.pl

### Opcje wyszukiwania
Oficjalna lista dostępnych opcji wyszukiwania w wyszukiwarce Google znajduje się na stronie google.pl/help/features.html.
- Szczęśliwy traf

Szczęśliwy traf (ang. I’m feeling lucky) przenosi nas na stronę, która znalazłaby się na pierwszym miejscu na liście wyszukiwania. Użytkownik, korzystając z tej funkcji, pomija stronę z wynikami wyszukiwania i wyświetlane na niej reklamy. Na przycisku „Szczęśliwy traf” Google traci 110 mln dolarów rocznie. Sergey Brin na antenie radia Marketplace powiedział, że ok. 1% zapytań dla wyszukiwarki kończy się wciśnięciem tego przycisku.
- Definicje

Aby uzyskać definicję słowa lub wyrażenia, należy wpisać w pasek wyszukiwarki „define dana fraza” lub (aby uzyskać listę dostępnych definicji) „define:dana fraza”.
- Kalkulator

Aby użyć wyszukiwarki Google jako kalkulatora, wystarczy wpisać wyrażenie matematyczne jako zapytanie. Kalkulator podaje wyniki zadań z zakresu podstawowej arytmetyki i zaawansowanej matematyki, przelicza jednostki miary i podaje stałe fizyczne. W kwietniu 2008 roku usługa została dostosowana dla polskich użytkowników.
- Linki z pamięci podręcznej

Jedną z opcji Google jest opcja „Kopia” (ang. „Cached”) pojawiająca się przy każdym znalezionym linku. Nieraz bywa tak, że znaleziona strona przestała istnieć lub zmieniła swoją zawartość. Aby zobaczyć starą zawartość, właśnie wyszukaną przez Google, należy kliknąć na link Kopia/Cached.
- Przelicznik walut

Google posiada także wbudowany przelicznik walut. Przykłady:
- - 24,5 złotych w dolarach 
  - 1 PLN w CNY (walucie Chin)
- Typy plików

Oprócz stron HTML Google przeszukuje treść 12 formatów plików. Są to:
- - dokumenty PDF,
  - pliki Microsoft Office,
  - PostScript,
  - Corel WordPerfect,
  - Lotus 1-2-3
  - i inne.

Treść plików innych typów nie jest indeksowana, ale jeśli dany plik spełnia kryteria wyszukiwania, zostanie wyświetlony w wynikach.
Aby ograniczyć wyniki do danego formatu, należy w zapytaniu dodać tekst „filetype:format pliku”.

### Reklamy
Na stronie wyników wyszukiwania w prawym górnym rogu wyświetlają się kontekstowe reklamy Google Ads (dawnej AdWords).

## Search Generative Experience (SGE)
Na konferencji Google I/O w maju 2023 r. Google zaprezentował Search Generative Experience (SGE) – eksperymentalną funkcję w wyszukiwarce Google, dostępną w ramach Google Labs, która tworzy podsumowania generowane przez sztuczną inteligencję w odpowiedzi na zapytania wyszukiwania. Była to część szerszych działań Google zmierzających do przeciwdziałania bezprecedensowemu wzrostowi technologii generatywnej sztucznej inteligencji, zapoczątkowanemu przez uruchomienie ChatGPT firmy OpenAI, co wywołało wśród kierownictwa Google panikę ze względu na potencjalne zagrożenie dla wyszukiwarki Google. W październiku Google dodał możliwość generowania obrazów. Podczas konferencji I/O w 2024 r. funkcja została zmodernizowana i otrzymała nową nazwę – AI Overviews.
AI Overviews zostało udostępnione użytkownikom w Stanach Zjednoczonych w maju 2024 r. Funkcja spotkała się z krytyką w pierwszych tygodniach po premierze, kiedy błędy narzędzia stały się viralowe w internecie. Wśród nich znalazły się wyniki sugerujące dodanie kleju do pizzy czy jedzenie kamieni, a także błędne twierdzenie, że Barack Obama jest muzułmaninem. Google określił te głośne wpadki jako „odosobnione przypadki”, podkreślając, że większość wyników AI Overviews dostarcza prawidłowych informacji. Dwa tygodnie po wprowadzeniu AI Overviews, Google wprowadził zmiany techniczne i wycofał część funkcji, wstrzymując jej działanie dla niektórych zapytań związanych ze zdrowiem oraz ograniczając wykorzystywanie postów z mediów społecznościowych. Czasopismo „Scientific American” skrytykowało system z powodów ekologicznych, gdyż takie wyszukiwanie zużywa 30 razy więcej energii niż tradycyjne. Krytyka dotyczyła również kompresowania treści z różnych źródeł, co zmniejsza szanse, że użytkownicy zapoznają się z pełnymi artykułami i odwiedzą strony internetowe. 
W sierpniu 2024 r. AI Overviews udostępniono w Wielkiej Brytanii, Indiach, Japonii, Indonezji, Meksyku i Brazylii, w lokalnych wersjach językowych. 28 października 2024 r. AI Overviews zostało uruchomione w kolejnych 100 krajach, w tym w Australii i Nowej Zelandii.

## Serwery

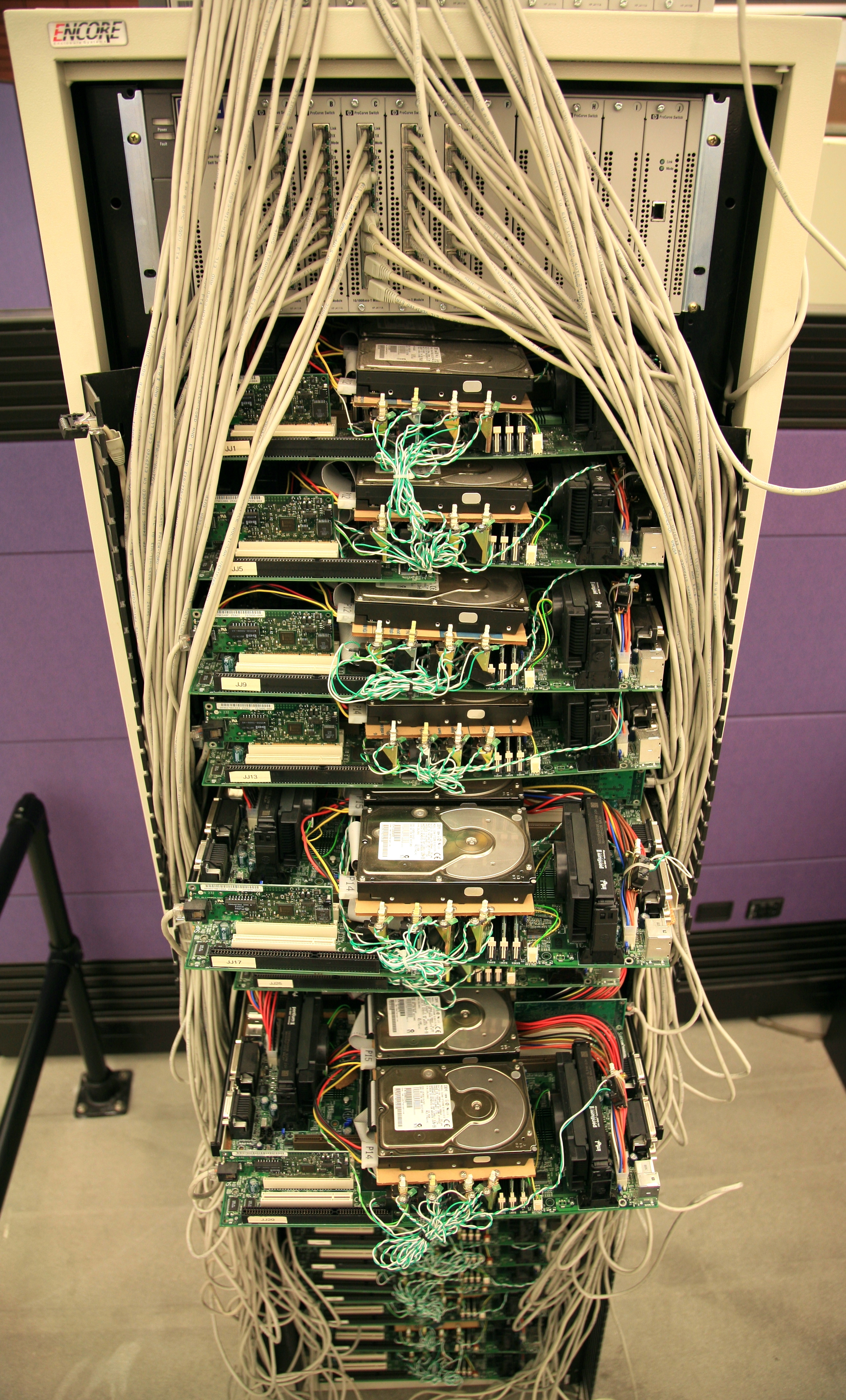
Pierwszy produkcyjny serwer Google

Do przeszukiwania i indeksowania zasobów Internetu Google wykorzystuje rozmieszczone w różnych miejscach na kuli ziemskiej serwerownie, działające w oparciu o system operacyjny Linux. Dokładna liczba serwerowni, jak też samych komputerów jest trzymana przez Google w tajemnicy.

## Żarty

### Wersje językowe
Kilka wersji językowych udostępniono w ramach żartu, np.
- Bork, bork, bork – w języku szwedzkiego kucharza z Muppetów
- Elmer Fudd – charakterystyczna maniera myśliwego z kreskówki Zwariowane melodie
- H4x0r – popularne w środowisku hakerskim zamienianie liter na cyfry
- Klingon – sztuczny język klingoński wymyślony na potrzeby serialu Star Trek
- Pig Latin – strona w tzw. świńskiej łacinie
- Pirate – strona w języku piratów

Istnieje także elgooG.

### Wielkie Pytanie o Życie, Wszechświat i całą resztę
Nawiązując do trylogii Douglasa Adamsa Autostopem przez Galaktykę, kalkulator Google jako wynik zapytania the answer to life, the universe and everything (odpowiedź na pytanie o życie, wszechświat i całą resztę) podaje liczbę 42.

## Kontrowersje
W 2003 roku „The New York Times” złożył skargę dotyczącą indeksowania przez Google, twierdząc, że buforowanie (caching) treści na stronie narusza prawa autorskie do tych materiałów. W obu sprawach, Field v. Google oraz Parker v. Google, Sąd Okręgowy Stanów Zjednoczonych dla Dystryktu Nevady orzekł na korzyść Google.

### Google w Chinach
Spółka Google w styczniu 2006 roku wprowadziła na terenie Chin ocenzurowaną wersję wyszukiwarki pod adresem google.cn, poddając się ograniczeniom narzuconym przez rząd chiński. Zdaniem krytyków, nowa wersja wyszukiwarki miała uniemożliwiać dostęp do wyników wyszukiwania tysięcy haseł. Wśród cenzurowanych tematów miały znaleźć się m.in. niepodległość Tajwanu czy masakra na placu Niebiańskiego Spokoju.
Chińska wersja udostępnia tylko strony internetowe zaakceptowane przez chińskie Biuro Bezpieczeństwa Publicznego. Protesty wobec polityki spółki Google zorganizowała organizacja Students for Free Tybet pod hasłem „No luv 4 Google”. Organizacja zachęca do zaprzestania korzystania z usług tej spółki. Należy jednak zauważyć, że wszystkie wyszukiwarki działające wcześniej w Chinach (Baidu, Yahoo!, MSN) również musiały zastosować się do lokalnego prawa.

### Google bomb
Google było ofiarą praktyk internautów polegających na linkowaniu z wielu stron z mylną treścią hiperłącza do strony, która miała się pojawić pod danym wyszukaniem. Przez jakiś czas na pierwszych miejscach w wynikach np. dla zapytania siedziba szatana pojawiała się oficjalna strona Radia Maryja, a dla zapytania kretyn strona Andrzeja Leppera. W odpowiedzi spółka Google dopracowała swoje technologie tak, że podobne praktyki są utrudnione.